# 부오날베르고
부오날베르고(이탈리아어: Buonalbergo)는 이탈리아 캄파니아주 베네벤토도의 코무네다. 나폴리로부터 북동쪽 70km, 북동쪽 20km 거리에 베네벤토가 있다.